# Adoro te devote
Adoro te devote (”Jag tillber dig hängivet”), eller Rhythmus, eller Oratio, S. Thomæ (sc. Aquinatis), är en katolsk hymn och avlatsbön som författades av Thomas av Aquino omkring år 1260. Den har ett eukaristiskt innehåll, men ingår inte i nattvardsgången, däremot i den romerska mässan (In gratiarum actione post missam). Den sjätte versen (”Jesus, nådens pelikan”) framförs stundom som en separat hymn (jämför pelikan (kristussymbol)).